# Jordania en los Juegos Paralímpicos de Nueva York y Stoke Mandeville 1984
Jordania estuvo representada en los Juegos Paralímpicos de Nueva York y Stoke Mandeville 1984 por nueve  deportistas, seis hombres y tres mujeres.

## Medallistas
El equipo paralímpico jordano obtuvo las siguientes medallas:
| Nombre          | Deporte   | Evento            |
| --------------- | --------- | ----------------- |
| Oro             |           |                   |
| —               |           |                   |
| Plata           |           |                   |
| Maha Al-Barguti | Atletismo | Peso 1A femenino  |
| Bronce          |           |                   |
| Aida Sheshani   | Atletismo | 100 m 1B femenino |
| Aida Sheshani   | Atletismo | 200 m 1B femenino |